# Адам Макај
Адам Макај (енгл. Adam McKay; Денвер, 17. април 1968) амерички је филмаџија и комичар. Макај је каријеру започето 1990-их као главни сценариста скеч-серије NBC-ја, Уживо суботом увече, током прве две сезоне и кооснивач је хумористичке групе, Upright Citizens Brigade.

## Филмографија

### Филм
| Филм  | Српски назив                  | Изворни назив                               | Редитељ | Сценариста | Продуцент |
| ----- | ----------------------------- | ------------------------------------------- | ------- | ---------- | --------- |
| 2004. | Спикер                        |                                             | Да      | Да         | Не        |
| 2004. | Н/Д                           |                                             | Да      | Да         | Не        |
| 2006. | Рики Боби: Легенда брзине     | Talladega Nights: The Ballad of Ricky Bobby | Да      | Да         | Извршни   |
| 2008. | Полубраћа                     |                                             | Да      | Да         | Извршни   |
| 2010. | Резервни играчи               |                                             | Да      | Да         | Да        |
| 2012. | Гласајте за мене              |                                             | Не      | Прича      | Да        |
| 2013. | Спикер 2: Легенда се наставља |                                             | Да      | Да         | Да        |
| 2015. | Н/Д                           |                                             | Не      | Прича      | Да        |
| 2015. | Антмен                        |                                             | Не      | Да         | Не        |
| 2015. | Опклада века                  |                                             | Да      | Да         | Не        |
| 2018. | Човек из сенке                |                                             | Да      | Да         | Да        |
| 2021. | Не гледај горе                |                                             | Да      | Да         | Да        |